# Гордон Олпорт
Ґордон Віллард Олпорт (англ. Gordon Willard Allport; 11 листопада 1897, Монтезума — 9 жовтня 1967, Кембридж) — американський психолог, розробник теорії рис особистості.

## Життєпис
Народився в Монтесумі, штат Індіана в інтелігентній родині. Добре закінчивши школу, слідом за старшим братом, який теж став відомим психологом, Флойдом вступив до Гарвардського університету.
На початку 1920-х років Олпорт два роки їздить Європою, ця поїздка справила величезний вплив на його подальшу роботу. У більшості текстів згадується зустріч з Зигмундом Фройдом, коли Ґордон був вражений неадекватністю спроб шукати в поведінці всіх людей приховані мотиви, і відмови від явно очевидної мотивації. Однак, власні роботи й подальша діяльність Олпорта були пов'язані радше з поглядами Вільяма Штерна, Едуарда Шпрангера і гештальтпсихологів — Макса Вертгеймера, Курта Коффки і Вольфганга Келера.
Обирався президентом Американської психологічної асоціації (1939), президентом Товариства вивчення соціальних проблем, отримав нагороду «За видатний внесок у науку» (1964) і безліч інших нагород.
Найбільш відомі з безпосередніх учнів Олпорта — Стенлі Мілґрем, Томас Петтігрю, Джером Брунер, Лео Постман, Філіп Вернон, Роберт Уайт, Брюстер Сміт, Гарднер Ліндсей.

### Нагороди і премії
Премія Американської психологічної асоціації за значний науковий внесок в психологію (1964)

## Ідеї Олпорта
На той час думки психолога випереджали час.
У 1920—1940-і роки американську психологію можна було розділити на три табори. У наукових дослідженнях поведінки людини домінував біхевіоризм в різних версіях, в той час як вся область внутрішнього світу людини була домівкою психоаналізу. Однак, були незалежні від цих таборів дослідники, в основному йшли від практичного завдання виміру психічних явищ — інтелекту, рис особистості, мотивації. Олпорт у своїх роботах був еклектик і систематизатор, використовуючи ідеї всіх цих напрямків.
| Зигмунд Фрейд | Це незавершена стаття про психолога. Ви можете допомогти проєкту, виправивши або дописавши її. |